# 盧卡斯·帕克塔
盧卡斯·托倫蒂諾·科埃略·德利馬（葡萄牙語：Lucas Tolentino Coelho de Lima；1997年8月27日—），通稱為盧卡斯·帕奎塔（葡萄牙語：Lucas Paquetá，發音：[ˈlukaʃ pakɛˈta]），是巴西足球運動員，司職中場，目前效力於英超俱樂部西汉姆联。他是巴西國家足球隊隊員。

## 球會生涯

### 韋斯咸
2022年8月29日，西汉姆联队宣布签下帕克塔，其转会费创下俱乐部纪录，但俱乐部并未透露。据 BBC 估计，帕克塔的转会费超过5000万英镑（含附加条款），超过了2019年塞巴斯蒂安·阿莱的转会费。2023年1月4日，在埃兰路球场对阵利兹联队的比赛中，帕克塔打进了他在英超联赛和西汉姆联队的首粒进球，比分为 2-2。2023年6月7日，在布拉格举行的2022–23年歐洲協會聯賽决赛中，帕克塔在第90分钟助攻贾罗德·鲍恩破门，協助球會2-1战胜佛罗伦萨。

#### 赌博指控
2023年8月18日，英足总开始对帕奎塔可能的违规投注行为进行调查。2024年5月23日，他因涉嫌违反英足总规则E5和F3而被指控行为不端。在 2022年11月12日对阵莱斯特城、2023年3月12日对阵阿斯顿维拉、2023年5月21日对阵利兹联以及 2023年8月12日对阵伯恩茅斯的英超联赛中，帕奎塔的行为违反了英足总规则E5.1条，他被指控故意向裁判索要一张黄牌，以影响博彩市场，谋取私利。此外，帕克塔还被指控两项违反英足总规则F3的行为，与未遵守英足总规则F2有关。英足总要求帕奎塔于2024年6月3日之前对这些指控作出回应。帕克塔否认了这些指控，并表示自己对被指控感到“非常惊讶和不安”。西汉姆联表示在整个调查过程中，俱乐部将一如既往地支持该球员，在此事结束之前，俱乐部不会发表进一步评论。
2023年3月12日，在西汉姆联主场对阵阿斯顿维拉的比赛中，在巴西有人对帕克塔吃到黄牌进行了超过正常数量的投注。调查因此开始。在该场比赛第70分钟，帕奎塔因挑衅约翰·麦金而被裁判克里斯·卡瓦纳出示黄牌。在对阵利兹联的比赛中，帕奎塔在第65分钟因对克利森西奥·萨默维尔的铲球犯规被裁判彼得·班克斯出示黄牌。在23–24赛季英超联赛的西汉姆联客场对阵伯恩茅斯的揭幕战比赛中，当比赛进行到第93分钟时，帕克塔因推搡对手而被彼得·班克斯出示黄牌。

## 榮譽

### 球會
佛朗明哥
- 卡里奧卡錦標賽（英语：Campeonato Carioca）：2017[4]

韋斯咸
- 歐協聯冠軍 : 2022-23[5]

### 國家隊
巴西國家隊
- 美洲盃足球賽：2019[6]

個人
- 卡里奧卡錦標賽（英语：Campeonato Carioca）最佳陣容：2018[7][8]
- 巴西金球獎（英语：Bola de Ouro）最佳陣容：2018[9]
- 巴西足球甲級聯賽年度陣容: 2018（英语：2018 Campeonato Brasileiro Série A）[10]

## 外部連結
- Soccerway （页面存档备份，存于）